# Реки Катара

Рельеф Катара.

В Катаре отсутствуют какие-либо постоянные реки, но есть вади.
Список вади, расположенных в Катаре:
- Вади-Асма (араб. وادي عصمة‎)[1]
- Вади-Банат (араб. وادي البنات‎)[2][3]
- Вади-Зиаб (араб. وادي الذئاب‎)[4]
- Вади-Гирбан (араб. وادي الغربان‎)[5]
- Вади-Хувайла (араб. وادي حويلة‎)[6]